# Сартори, Гвендалина
Гвендалина Сартори (итал. Guendalina Sartori; род. 8 августа 1988, Монселиче, Венеция) — итальянская спортсменка, стрелок из лука, участница летних Олимпийских игр 2016 года, чемпионка мира 2011 года, победительница Европейских и Средиземноморских игр, призёр этапов Кубка мира.

## Биография
Заниматься стрельбой из лука Гвендалина Сартори начала в 2000 году. С 2009 года итальянская лучница стала выступать на крупных международных соревнованиях. В июне 2011 года Сартори в составе женской сборной стала чемпионкой мира. В финале соревнований итальянки победили сборную Индии со счётом 210:207. В сентябре того же года итальянская сборная стала серебряным призёром этапа Кубка мира в Шанхае. В 2012 году Сартори с партнёршами по сборной дошла до полуфинала чемпионата мира в помещении, где они проиграли американским лучницам. В поединке за бронзовую медаль сборная Италии победила сборную России 228:226. Несмотря на успешные выступления Сартори в составе сборной, она не была включена в итальянскую заявку для участия в летних Олимпийских играх в Лондоне. Средиземноморские игры 2013 года прошли для Сартори очень успешно. Итальянская спортсменка смогла выиграть золото и в личном, и в командном первенстве. Ещё одну значимую международную медаль Сартори завоевала в 2015 году, выиграв в составе сборной Италии первые Европейские игры в Баку.
Летом 2016 года Гвендалина Сартори вошла в состав сборной для участия в летних Олимпийских играх в Рио-де-Жанейро. По итогам квалификации Сартори показала второй результат в своей сборной после Лучиллы Боари и 13-й среди всех спортсменок. В квалификации командного турнира итальянки показали 6-й результат, из-за чего им пришлось стартовать с первого раунда. В плей-офф итальянские лучницы уверенно победили сборные Бразилии (6:0) и Китая (5:3), но затем в полуфинале уступили российским спортсменкам 3:5. В поединке за третье место Сартори, Боари и Клаудия Мандия уступили тайваньским лучницам 3:5 и заняли обидное четвёртое место. В личном турнире Сартори выбыла во втором раунде соревнований, уступив со счётом 2:6 лучнице из Индии Дипике Кумари.
После окончания Олимпийских игр Сартори приостановила выступления в командных соревнованиях, выступив в личных турнирах в финале Кубка мира 2016 года, а также на двух этапах в 2017 году.